# Ілька
Ілька, пекан або куниця-рибалка (Pekania pennanti, syn. Martes pennanti) — північноамериканський представник родини куницевих. 
Усупереч поширеній назві рибалка ілька рідко харчується рибою. Рибалка є калькою з англійського fisher, яке, ймовірно, походить від французького fichet, тхір.
Ілька — одна з найбільших куниць: довжина її тіла з хвостом досягає 75–120 см; маса 2–5 кг. Загальне забарвлення темно-буре, лапи та хвіст темніші, хутро на голові зі сріблястим відливом. Шерсть густа й довга, але груба.

## Поширення, місця оселення
Мешкає в лісах Північної Америки, від гір Сьєрра-Невада в Каліфорнії до Аппалачей у Західній Вірджинії, зазвичай полюбляючи хвойні ліси з великою кількістю дупластих дерев. Типові дерева, на яких селиться ілька, включають ялину, ялицю, кедр і деякі листяні дерева. Узимку часто селяться в норах, іноді риючи їх у снігу. Ільки моторно лазять деревами, але зазвичай пересуваються по землі. Активні цілодобово. Ведуть одиночний спосіб життя.

## Харчування
Улюбленою здобиччю є голкошерсти, а також миші, вивірки, зайці білі, птахи й землерийки. Поїдають ягоди й плоди, як-от яблука. Ілька й американська куниця — єдині дрібні хижаки, які легко можуть переслідувати здобич як на деревах, так і в норах.

## Розмноження, розвиток
Період парування — наприкінці зими — на початку весни. Вагітність триває 11–12 місяців, з них 10 ембріон не розвивається. У виводку налічується до 5 сліпих і майже голих дитинчат. Самостійними вони стають на 5-й місяць життя. Незабаром після пологів самиці злучаються і вагітніють знову. Тривалість життя — до 10 років.